# پرنیلا نوردلوند
پرنیلا نوردلوند (انگلیسی: Pernilla Nordlund؛ زادهٔ ۱۰ اکتبر ۱۹۹۰) بازیکن فوتبال اهل فنلاند است.
از باشگاه‌هایی که در آن بازی کرده‌است می‌توان به اومئا آی‌کی اشاره کرد.
وی همچنین در تیم ملی فوتبال زنان فنلاند بازی کرده‌است.